# 27845 Josephmeyer
27845 Josephmeyer è un asteroide della fascia principale. Scoperto nel 1994, presenta un'orbita caratterizzata da un semiasse maggiore pari a 2,3716227 au e da un'eccentricità di 0,1571948, inclinata di 3,36325° rispetto all'eclittica.
L'asteroide è dedicato all'editore tedesco Joseph Meyer.